# Частота Брента — Вяйсяля
Частота Брента — Вяйсяля (также частота плавучести) — в механике сплошных сред частота, с которой элемент жидкости, перемещённый вертикально в стратифицированной среде, будет в этой среде осциллировать. Используется для определения условий устойчивой или неустойчивой стратификации в  океанологии,  метеорологии и геофизике.
Названа в честь британского (валлийского) метеоролога Дэвида Брента (1886—1965) и финского метеоролога Вилхо Вяйсяля (1889—1969).

## Математическое выражение
Для атмосферы:
{\displaystyle N\equiv {\sqrt {{\frac {g}{\theta }}{\frac {d\theta }{dz}}}},}
где {\displaystyle \theta } — потенциальная температура, {\displaystyle g} ускорение свободного падения, и {\displaystyle z} — высота.
Для океана:
{\displaystyle N\equiv {\sqrt {-{\frac {g}{\rho }}{\frac {d\rho }{dz}}}},}
где {\displaystyle \rho } — потенциальная плотность, {\displaystyle {\frac {d\rho }{dz}}} — изменение плотности с глубиной.
В океане частоту {\displaystyle {\frac {N}{2\pi }}} принято измерять в циклах в час

## Физический смысл
Идея выводится из второго закона Ньютона, применённого к частице воды, находящейся в  стратифицированной жидкости (в которой плотность изменяется по вертикали). Частица перемещается по вертикали из начальной позиции и попадает в слой, где плотность окружающей воды иная, чем плотность частицы.
Если жидкость устойчиво стратифицирована (N²>0), то при перемещении вверх плотность частицы воды будет больше, чем плотность окружающей жидкости, и частица начнёт тонуть. При этом за счёт инерции частица «проскочит» слой одинаковой с ней плотности и попадёт в слой большей плотности. Архимедова сила начнёт выталкивать её наверх, где она снова проскочит слой равной ей плотности и так будет осциллировать, пока, наконец, не обретёт покой в слое равной ей плотности.
Если же ускорение направлено не в сторону начальной позиции, а от неё (N²<0), стратификация является неустойчивой, в таких случаях в океане обычно наблюдается опрокидывание слоёв или конвекция.